# Landsting

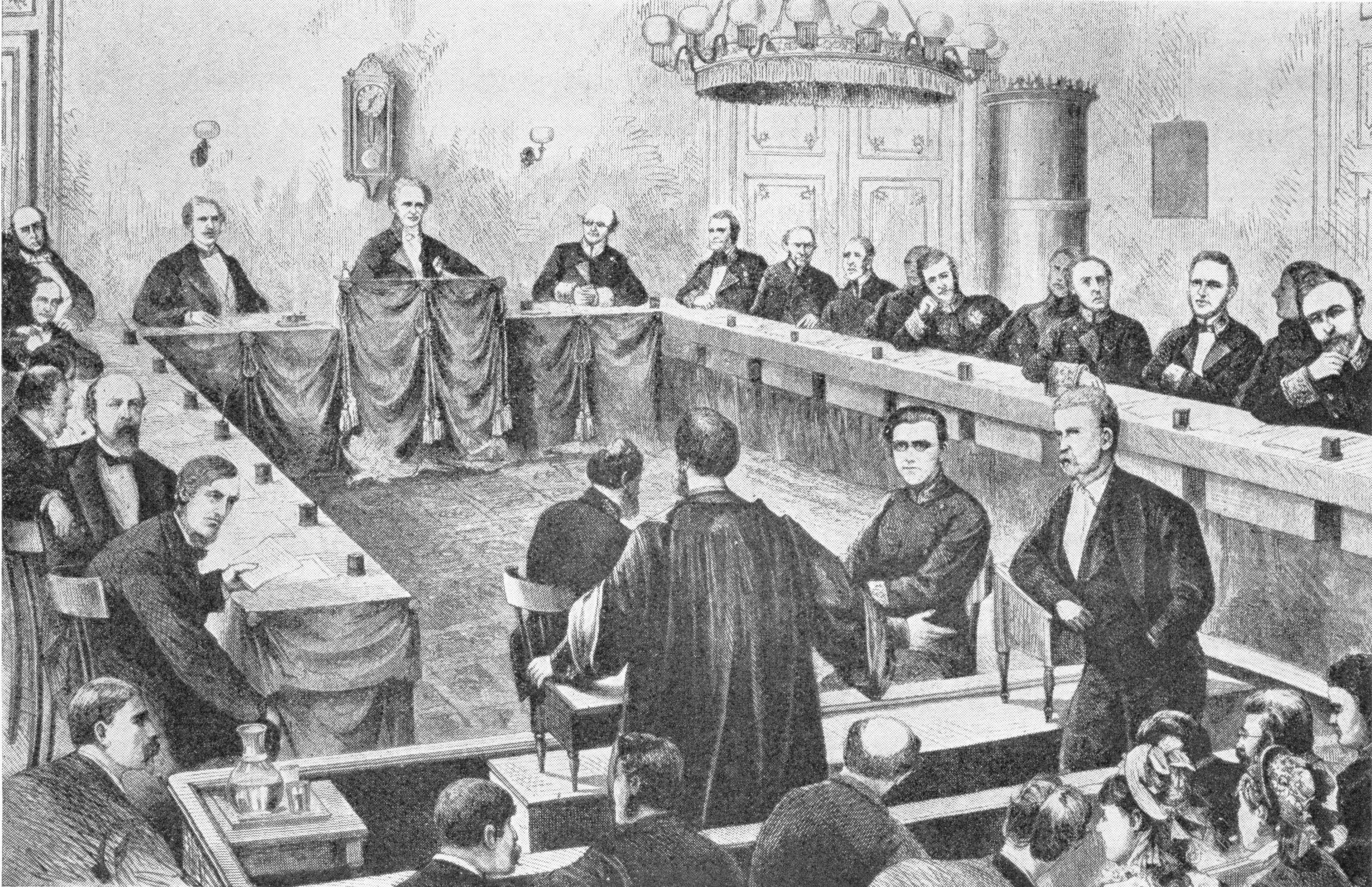
Une session du Landsting en 1877.

Le Landsting (ou Landsthing) était une chambre du Parlement danois, le Rigsdag de 1849 à 1953, quand le système était bicaméral. Cette chambre avait des pouvoirs législatifs similaires à ceux du Folketing, la première chambre.
À l'issue des élections législatives de 1918, cinq femmes sont pour la première fois élues au Landsting.